# Права ЛГБТ+ особа у Европи
Упркос значајним разликама које постоје међу земљама по питању видљивости ЛГБТ заједнице и гарантовања права ЛГБТ особа, Европа се може сматрати најинклузивнијим континентом када су геј, лезбијке, бисексаулне и трансродне особе у питању. Од 29 држава које су признале истополне бракове чак 16 се налази у Европи. Поред тога, 13 европских земаља признаје неки од облика истополних заједница, који у мањој или већој мери гарантују права која су гарантована браком. Хомосексуални односи су легални у свим државама Европе, а велика већина земаља има законе за борбу против дискриминације на основу сексуалне оријентације или родног идентитета.

## Закони
Истополни односи су легални у целој Европи. Турска Република Северни Кипар је последња европска територија (ТРСК није међународно призната независна држава) која је легализовала хомосексуалност изменом Кривичног закона који ступа на снагу 1.1.2009. Актуелна политичка и законска питања која се данас покрећу у највећем броју европских држава су антидискриминациони закони, истополна партнерства и бракови и усвајање деце од стране истополних парова.

## Истополна партнерства
Истополна партнерства су законски призната у већини западно- и северноевропских земаља. Прва земља која је донела закон о регистрованом партнерству била је Данска, 1989. године. Данска је уједно и прва земља у свету која је донела овакав закон. Њен пример су ускоро почеле да следе и друге скандинавске и западноевропске земље, које су доносиле законе о различитим облицима истополних заједница које у мањој или већој мери гарантују иста права која су гарантована браком.

## Друштвени однос

### Јавно мнење
Јавно мнење по питању права ЛГБТ особа, као и прихватања ЛГБТ особа у јавности се веома разликује између различитих делова Европе. Западна и Северна Европа су најлибералније по овом питању. Велика већина земаља у овим регионима законски признаје истополне заједнице и све земље, осим једне, забрањују дискриминацију на основу сексуалне оријентације. Јужна Европа је нешто затворенија по овом питању, али је либералнија од источне, која се још увек опоравља од утицаја доскорашњих комунистичких уређења и под јаким је утицајем Католичке или Православне цркве.
Према истраживањима које је спровео Pew Research Center, 2002. године, већина у западноевропским земљама сматра да ЛГБТ особе треба да буду прихваћене у друштву, док се у таквом ставу противи већина у државама као што су Русија, Пољска и Украјина. Истраживање које је 2006. спровео Еуробарометер на 30.000 становника Европске уније показује подељеност ЕУ-а око питања истополних бракова. Подршку истополним браковима даје већина грађана и грађанки Холандије (82%), Шведске (71%), Данске (69%), Луксембург а (58%), Шпаније (56%), Немачке (52%) и Чешке (52%). У свим осталим државама, међу којима је највећи број нових чланица Европске уније, проценат оних који подржавају истополне бракове је испод 50%: Румунија (11%), Летонија (12%), Кипар (14%), Бугарска (15%), Грчка (15%), Пољска (17%), Литванија (17%) и Малта (18%). Усвајање деце од стране истополних парова има већинску подршку само у две државе: у Холандији (69%) иу Шведској (51%), док најмање подршке долази из Пољске и са Малте (7%). Истраживање спроведено у Хрватској крајем 2013. показало је да 59% грађана подржава иницијативу да да се брак Уставом дефинише као заједница мушкарца и жене, док их 31% иницијативу не подржава.

Истраживање Gallup групе из 2003. године показује да жене, млађа популација, као и они са вишим образовањем пружају више подршке питањима као што су истополни бракови и усвајање деце од стране истополних парова.

## Преглед законског статуса

### Јужна Европа
| Држава                         | Истополни односи                      | Истополне заједнице          | Истополни бракови       | Усвајање деце                        | Војска                                               | Забрана дискриминације (Сексуална оријентација)                                                                  | Промена званичног пола |
| ------------------------------ | ------------------------------------- | ---------------------------- | ----------------------- | ------------------------------------ | ---------------------------------------------------- | --- | ---------------------- |
| Грчка · LGBT u Grčkoj          | Легални од 1951. + потписанаUN dekl.  | Legalni od 2015              | Не                      | Не                                   | Означено као ментално болесни. M2F označene kao gej. | Zabranjeni neki oblici diskriminacije.                                                                           | Да                     |
| Италија · LGBT u Italiji       | Легални од 1890. + potpisana UN dekl. | Не                           | Не                      | Mogu da usvajaju samo venčani parovi | Да                                                   | Zabranjeni neki oblici diskriminacije                                                                            | Да                     |
| Кипар · LGBT na Kipru          | Legalni od 1998. + potpisana UN dekl. | Legalni od 2015              | Не                      | Не                                   | Да                                                   | Zabranjeni neki oblici diskriminacije                                                                            | Непознато              |
| Малта · LGBT na Malti          | Legalni od 1973. + potpisana UN dekl. | Legalni od 2014              | Не                      | Legalni od 2014                      | Да                                                   | Zabranjeni neki oblici diskriminacije                                                                            | Да                     |
| Португалија · LGBT u Portugalu | Legalni od 1983. + potpisana UN dekl. | od 2001. Istopolna zajednica | od 2010. Istopolni brak | Legalni od 2016                      | Да                                                   | Zabranjen svaki oblik diskriminacije                                                                             | Да                     |
| Сан Марино · LGBT u San Marinu | Legalni od 2001. + potpisana UN dekl. | Не                           | Не                      | Не                                   | Непознато                                            | Zabranjeni neki oblici diskriminacije                                                                            | Непознато              |
| Шпанија · LGBT u Španiji       | Legalni od 1979. + potpisana UN dekl. | od 1998. Istopolna zajednica | od 2005. Istopolni brak | Да                                   | Да                                                   | Zabranjen svaki oblik diskriminacije                                                                             | Да                     |
| Турска · LGBT u Turskoj        | Nikada nisu bili zabranjeni           | Не                           | Не                      | Не                                   | Не                                                   | Marta, 2010. sastavljena komisija za pisanje antidiskriminacionog zakona koji bi uključio seksualnu orijentaciju | Да                     |

### Источна Европа
| Држава                                 | Истополни односи                                                   | Истополне заједнице                                                                        | Истополни бракови        | Усвајање деце                         | Војска | Забрана дискриминације (Сексуална оријентација) | Промена званичног пола |
| -------------------------------------- | ------------------------------------------------------------------ | ------------------------------------------------------------------------------------------ | ------------------------ | ------------------------------------- | ------ | ----------------------------------------------- | ---------------------- |
| Албанија · LGBT u Albaniji             | Legalni od 1995 + potpisana UN dekl.                               | Не                                                                                         | Не                       | Не                                    | Да     | Zabranjen svaki oblik diskriminacije.           | Да                     |
| Црна Гора · LGBT u Crnoj Gori          | Legalni od 1977 + potpisana UN dekl.                               | Не                                                                                         | Ustavna zabrana          | Не                                    | Да     | Zabranjeni svi oblici diskriminacije.           | Да                     |
| Чешка · LGBT u Češkoj                  | Legalni od 1962 + potpisana UN dekl.                               | od 2006. Istopolna zajednica                                                               | Не                       | Не                                    | Да     | Zabranjeni neki oblici diskriminacije.          | Да                     |
| Белорусија · LGBT u Belorusiji         | Legalni od 1994.                                                   | Не                                                                                         | Не                       | Не                                    | Не     | Не                                              | Непознато              |
| Босна и Херцеговина · LGBT u BiH       | Legalni od 1996; od 1998. u Republici Srpskoj + potpisana UN dekl. | Не                                                                                         | Не                       | Не                                    | Да     | Zabranjeni neki oblici diskriminacije.          | Непознато              |
| Бугарска · LGBT u Bugarskoj            | Legalni od 1968. + potpisana UN dekl.                              | Не                                                                                         | Ustavna zabrana          | Не                                    | Да     | Zabranjeni neki oblici diskriminacije.          | Непознато              |
| Хрватска · LGBT u Hrvatskoj            | Legalni od 1977. + potpisana UN dekl.                              | od 2003. Životno partnerstvo od 2014.                                                      | Ustavna zabrana od 2013. | Не                                    | Да     | Zabranjeni svi oblici diskriminacije.           | Да                     |
| Летонија · LGBT u Letoniji             | Legalni od 1992. + potpisana UN dekl.                              | Не                                                                                         | Ustavna zabrana od 2006. | Samo venčani parovi mogu da usvajaju. | Да     | Zabranjeni neki oblici diskriminacije.          | Непознато              |
| Литванија · LGBT u Litvaniji           | Legalni od 1993. + potpisana UN dekl.                              | Не                                                                                         | Ustavna zabrana od 1992. | Samo venčani parovi mogu da usvajaju. | Да     | Zabranjeni neki oblici diskriminacije.          | Непознато              |
| Мађарска · LGBT u Mađarskoj            | Legalni od 1962. + potpisana UN dekl.                              | neregistrovana kohabitacija od 1996, registrovano partnerstvo od 2009. Istopolna zajednica | Не                       | Не                                    | Да     | Zabranjeni neki oblici diskriminacije.          | Непознато              |
| Северна Македонија · LGBT u Makedoniji | Legalni od 1996. + potpisana UN dekl.                              | Не                                                                                         | Не                       | Не                                    | Да     | Zabranjeni neki oblici diskriminacije.          | Непознато              |
| Молдавија · LGBT u Moldaviji           | Legalni od 1995.                                                   | Не                                                                                         | Ustavna zabrana          | Не                                    | Да     | Не                                              | Непознато              |
| Пољска · LGBT u Poljskoj               | Legalni od 1932. + potpisana UN dekl.                              | Не                                                                                         | Ustavna zabrana          | Не                                    | Да     | Zabranjeni neki oblici diskriminacije.          | Да                     |
| Румунија · LGBT u Rumuniji             | Legalni od 1996. + potpisana UN dekl.                              | Не                                                                                         | Не                       | Не                                    | Да     | Zabranjeni svi oblici diskriminacije.           | Да                     |
| Русија · LGBT u Rusiji                 | Legalni od 1993.                                                   | Не                                                                                         | Не                       | Не                                    | Да     | Не                                              | Да                     |
| Словачка · LGBT u Slovačkoj            | Legalni od 1962. + potpisana UN dekl.                              | Не                                                                                         | Не                       | Не                                    | Да     | Zabranjeni neki oblici diskriminacije.          | Непознато              |
| Словенија · LGBT u Sloveniji           | Legalni od 1977. + potpisana UN dekl.                              | od 2006. Istopolne zajednice                                                               | Да                       | Да                                    | Да     | Zabranjeni svi oblici diskriminacije.           | Да                     |
| Србија · LGBT u Srbiji                 | Legalni od 1994. + potpisana UN dekl.                              | Не                                                                                         | Ustavna zabrana          | Не                                    | Да     | Zabranjeni svi oblici diskriminacije.           | Да                     |
| Украјина · LGBT u Ukrajini             | Legalni od 1991.                                                   | Не                                                                                         | Ustavna zabrana          | Не                                    | Да     | Zabranjeni neki oblici diskriminacije.          | Да                     |

### Северна Европа
| Држава                                  | Истополни односи                                                                                    | Истополне заједнице          | Истополни бракови       | Усвајање деце                                          | Војска                 | Забрана дискриминације (сексуална оријентација) | Промена званичног пола |
| --------------------------------------- | --------------------------------------------------------------------------------------------------- | ---------------------------- | ----------------------- | ------------------------------------------------------ | ---------------------- | ----------------------------------------------- | ---------------------- |
| Данска · LGBT u Danskoj                 | Legalni od 1933. + potpisana UN dekl.                                                               | od 1989. Istopolne zajednice | od 2012.                | Samo u registrovanoj zajednici i samo decu partnera/ke | Да                     | Zabranjeni neki oblici diskriminacije.          | Да                     |
| Естонија · LGBT u Estoniji              | Legalni od 1992. + potpisana UN dekl.                                                               | Legalni od 2016.             | Не                      | Не                                                     | Да                     | Zabranjeni neki oblici diskriminacije.          | Непознато              |
| Финска · LGBT u Finskoj                 | Legalni od 1971. + potpisana UN dekl.                                                               | od 2002. Istopolna zajednica | Не                      | Не                                                     | Да                     | Zabranjeni neki oblici diskriminacije.          | Да                     |
| Ирска Irska · LGBT u Irskoj             | Legalni od 1993. + potpisana UN dekl.                                                               | Legalni od 2011.             | Legalni od 2015.        | Legalni od 2015.                                       | Да                     | Zabranjeni neki oblici diskriminacije.          | Legalni od 2015.       |
| Исланд · LGBT na Islandu                | Legalni od 1940. + potpisana UN dekl.                                                               | od 1996. Istopolne zajednice | od 2010. Istopolni brak | Samo u registrovanim zajednicama                       | Нема војску            | Zabranjeni neki oblici diskriminacije.          | Да                     |
| Норвешка · LGBT u Norveškoj             | Legalni od 1972. + potpisana UN dekl.                                                               | od 1993. Istopolne zajednice | od 2009. Istopolni brak | Да                                                     | Да                     | Zabranjeni neki oblici diskriminacije.          | Да                     |
| Острво Мен · LGBT na Otoku Man          | Legalni od 1994.                                                                                    | Шаблон:Да-не                 | Не                      | Да                                                     | UK zaduženo za odbranu | Zabranjeni neki oblici diskriminacije.          | Да                     |
| Шведска · Položaj LGBT osoba u Švedskoj | Legalni od 1944. + potpisana UN dekl.                                                               | od 1995. Istopolne zajednice | od 2009. Istopolni brak | Да                                                     | Да                     | Zabranjeni svi oblici diskriminacije.           | Да                     |
| Велика Британија · LGBT u UK            | Legalni 1967 u Engleskoj i Velsu; od 1980 u Škotskoj i 1982. u Severnoj Irskoj + potpisana UN dekl. | od 2005. Istopolne zajednice | od 2014.                | Да                                                     | Да                     | Zabranjeni neki oblici diskriminacije.          | Да                     |

### Западна Европа
| Држава                                    | Истополни односи                                                                      | Истополне заједнице          | Истополни бракови          | Усвајање деце                                                                              | Војска                        | Забрана дискриминације (сексуална оријентација) | Промена званичног пола |
| ----------------------------------------- | ------------------------------------------------------------------------------------- | ---------------------------- | -------------------------- | ------------------------------------------------------------------------------------------ | ----------------------------- | ----------------------------------------------- | ---------------------- |
| Аустрија · LGBT u Austriji                | Legalni od 1971. + potpisana UN dekl.                                                 | od 2010. Istopolne zajednice | Не                         | od 2016.                                                                                   | Да                            | Zabranjeni neki oblici diskriminacije.          | Да                     |
| Белгија · LGBT u Belgiji                  | Legalni od 1795. + potpisana UN dekl.                                                 | od 2000. Istopolna zajednica | od 2003. Istopolni brak    | od 2006.                                                                                   | Да                            | Zabranjeni svi oblici diskriminacije.           | Да                     |
| Француска · LGBT u Francuskoj             | Legalni od 1791. + potpisana UN dekl.                                                 | od 1999. Istopolna zajednica | od 2013.                   | od 2013.                                                                                   | Да                            | Zabranjeni neki oblici diskriminacije.          | Да                     |
| Holandija LGBT u Holandiji                | Legalni od 1811. + potpisana UN dekl.                                                 | od 1998. Istopolne zajednice | od 2001. Istopolni brakovi | Да                                                                                         | Да                            | Zabranjeni svi oblici diskriminacije.           | Да                     |
| Лихтенштајн · LGBT u Lihtenštajnu         | Legalni od 1989. + potpisana UN dekl.                                                 | Legalni od 2011.}            | Не                         | Не                                                                                         | Nema vojsku                   | Не                                              | Непознато              |
| Луксембург · LGBT u Luksemburgu           | Legalni od 1795. + potpisana UN dekl.                                                 | od 2004. Istopolne zajednice | Legalni od 2015            | Legalni od 2015.                                                                           | Да                            | Zabranjeni neki oblici diskriminacije.          | Непознато              |
| Монако · LGBT u Monaku                    | Legalni od 1793.                                                                      | Не                           | Не                         | Не                                                                                         | Francuska zadužena za odbranu | Не                                              | Непознато              |
| Њемачка · LGBT u Nemačkoj i LGBT istorija | Легални од 1969 у Западној Немачкој, од 1968. уИсточној Немачкој + potpisana UN dekl. | од 2001. Истополне заједнице | Не                         | Samo decu partnera/ke                                                                      | Да                            | Zabranjeni neki oblici diskriminacije.          | Да                     |
| Швајцарска · LGBT u Švajcarskoj           | Легални од 1942. + potpisana UN dekl.                                                 | od 2007. Istopolne zajednice | Не                         | Partneri/ke moraju pružati vaspitnu i finansiju podršku biološkoj deci svojih partnera/ki. | Да                            | Zabranjeni neki oblici diskriminacije.          | Да                     |

## ЛГБТ догађаји
Даље: Списак ЛГБТ манифестација
У Европи се одржава стотинак различитих годишњих манифестација које за циљ имају повећање видљивости ЛГБТ особа и питања поштовања ЛГБТ права. У већини држава се годишње организује бар 1 парада поноса ЛГБТ особа, док се у неким државама организује и више њих у различитим градовима. Најзначајније параде поноса одржавају се у великим европским центрима, као што су Берлин (Christopher Street Day), Келн (Cologne Pride), Амстердам (Amsterdam Gay Pride), Лондон (Прајд Лондон), Париз (Париз Прајд) и др. Такође, годишње се организује и Europride, као централна европска прослава поноса ЛГБТ особа, која се одржава у различитим европским градовима. Као паневропско ЛГБТ спортско такмичење, организују се Eurogames, које такође мењају место одржавања сваке године.

### Еурогејмс
Eurogames организује Европска геј и лезбијска спортска федерација сваке године, осим у годинама када се одржавају Gay Games. Званично постоје Big EuroGames, које се организују у годинама када се дешавају Олимпијске игре, док се male EuroGames организују осталих година, када је број учесника и ученица ограничен на 1500 и када се организују такмичења из само 7 дисциплина. Овакав Фромат се полако мења јер у последњим годинама расте интересовање за ова дешавања, па тиме и број учесника и учесница, као и спортских дисциплина. Главни разлог за организовање оваквих такмичења је хомофобија и дискриминација у спортским савезима.

### Еуропрајд
Europride је међународна прослава Дана поноса ЛГБТ особа. Организацију Еуропридеа на себе узимају велики европски градови са развијеном ЛГБТ заједницом. Први Europride организован је у Лондон у, 1992. године са око 100.000 учесника и учесница. Популарност овог догађаја од тада расте, тако да је на Europride у Келн у, 2002. године учешће узело више од једне милиона људи. Цела прослава траје око недељу дана, када се организује уметнички, културни, спортски и политички програм у околини града-домаћина, а кулминира за викенд када се одржава карневал са поворком кроз централне улице града и забавним, музичким програмом, специјалним клупским забавама и ноћним бдењем посвећеним жртвама АИДС-а.